# Шимановський Юлій Карлович
Шимановський Юлій (нім. Julius von Szymanowski, 1829 — 1868) —  хірург. 

## Біографія
Народився у місті Ризі (Російська імперія). Учень професора Адельмана. 
Закінчив медичний факультет Дерптського університету (1856), в якому був доцентом хірургічної клініки (1857), згодом — професор Гельсінгфорського Університету (1858–1860), професор патології та оперативної хірургії Київського університету та консультант Київського військово-клінічного шпиталю (1861 — 1868). 

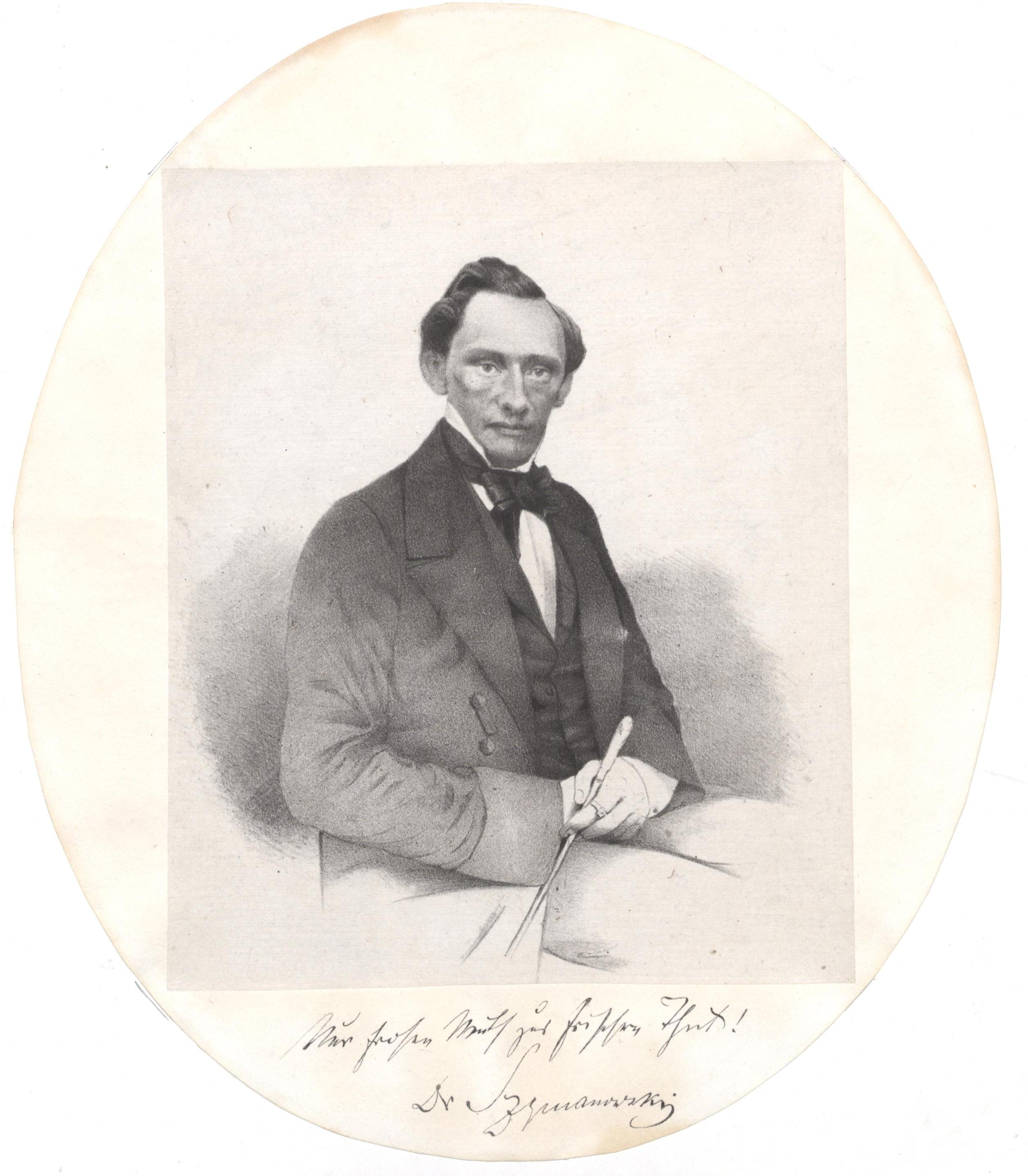
Шимановський Юлій

Автор понад 60 праць, у тому числі низки підручників і монографій латинською, німецькою і російською мовами. Серед них головні: 
- «Оперативная хирургия» (І — III, 1864 — 69),
- «Военно-хирургические письма» (1868, 1877),
- посібники з десмології, операції на поверхні людського тіла і внутр. операції.

Запропонував близько 20 нових хірургічних інструментів та ряд нових методів загальної і пластичної хірургії, удосконалив запропоновану М. Пироговим гіпсову пов'язку. 
Помер у Києві, був похований на Байковому кладовищі.